# 克劳福兹维尔 (印第安纳州)
克劳福兹维尔（英語：Crawfordsville）是位于美国印地安納州中部的一个城市，是蒙哥马利县的县治所在，2010统计的人口为15,915人。此外，克劳福兹维尔还是瓦伯西學院的所在地。